# Джеймс, Брэдли
Брэдли Джеймс (англ. Bradley James, род. 11 октября 1983, Эксетер) — английский актёр, дебютировавший на канале ITV в сериале «Льюис» в 2008 году. С 2008 по 2012 годы играл главную роль Артура Пендрагона в телесериале «Мерлин». Сыграл заглавную роль в мистико-психологическом сериале «Дэмиен» в 2016 году На большом экране Брэдли можно увидеть в фильме «Другой мир: Войны крови», где он сыграл вампира Варгу. В 2017 году актёр снялся в английском ситкоме «Охотники за головами», а в 2018 году его можно увидеть во 2-м сезоне сериала «Медичи».

## Ранняя жизнь и образование
Брэдли Джеймс родился в Эксетере в Англии, однако в возрасте девяти лет переехал с родителями в Джэксонвилл, штат Флорида. Джеймс учился в начальной школе в США, а затем поступил в среднюю школу Мэдели в Англии. Джеймс учился актёрскому мастерству в Лондонском центре драмы.
Брэдли очень увлекается спортом, особенно футболом; в детстве он даже хотел стать или футболистом, или актёром.

## Карьера
Джеймс впервые появился на экране в эпизоде сериала «Льюис» в 2008 году. Он также сыграл роль Бена Девиса в проекте Би-би-си «Dis/Connected». Его профессиональным прорывом стала роль Принца Артура, подростка, будущего легендарного короля Артура, в телевизионном проекте BBC «Мерлин».
В 2015 году Брэдли Джеймс сыграл роль Лоуэлла Трейси в телесериале «Я — зомби», за которую получил награду лучшего приглашенного актёра 2015 г. по итогам зрительского голосования. Лоуэлл был сыгран настолько убедительно, и настолько полюбился фанатам сериала, что они продолжали требовать возвращение любимого героя даже после того, как актёр покинул проект. В том же году Брэдли получает роль вампира Варги в фильме «Другой мир: Войны крови». В 2016 году вышел телесериал «Дэмиен» с Джеймсом в главной роли, основанный на оригинальном фильме «Омен» 1976 г. Роль Дэмиена Торна, скорее напоминающего рефлеклсирующего Гамлета, нежели сына Сатаны, оказалась неожиданно очень глубокой и многоплановой, и на сегодняшний день является самой любимой и, несомненно, лучшей работой актёра.
В октябре 2017 года на экраны вышел английский ситком «Охотники за головами», где актёр сыграл роль братьев-близнецов Вебба и Кигана Шерманов. Ситком вышел столь удачным, что его почти сразу же продлили на 2 сезон, а в декабре того же года актёр закончил съемки во 2-м сезоне сериала «Медичи», где он играет «принца юности» Джулиано Медичи, соправителя и младшего брата Лоренцо Великолепного (его играет Дэниэл Шарман). Следующей заметной его ролью стала роль предводителя йомсвикингов Харекера во втором сезоне телесериала Netflix «Викинги: Вальхалла» (2023).

## Фильмография
| Год       |   | Русское название        | Оригинальное название  | Роль                      |
| --------- | - | ----------------------- | ---------------------- | ------------------------- |
| 2008      | с | Льюис                   | Lewis                  | Джек Рот                  |
| 2008      | ф |                         | Dis/Connected          | Бен Девис                 |
| 2008—2012 | с | Мерлин                  | Merlin                 | Артур Пендрагон           |
| 2009      | ф | Портобелло 196          | Portobello 196         | Джуд                      |
| 2012      | ф | Быстрые девушки         | Fast Girls             | Карл                      |
| 2014      | с | Родина                  | Homeland               | Эдгар                     |
| 2015      | с | Я — зомби               | iZombie                | Лоуэлл Трейси             |
| 2016      | с | Дэмиен                  | Damien                 | Дэмиен Торн               |
| 2017      | ф | Другой мир: Войны крови | Underworld: Blood Wars | Варга                     |
| 2017      | с | Охотники за наживой     | Bounty Hunters         | Вебб Шерман /Киган Шерман |
| 2018      | с | Медичи                  | Medici                 | Джулиано ди Медичи        |
| 2018—2019 | с | Странный ангел          | Strange Angel          | Детектив-криминалист      |
| 2019      | ф | Курьер                  | Kurier                 | Том Дунбар                |
| 2020      | с | Освободитель            | The Liberator          | Феликс Спаркс             |
| 2022—2023 | с | Викинги: Вальхалла      | Vikings: Valhalla      | Харекр                    |